# Tipula (Hesperotipula) mutica
Tipula (Hesperotipula) mutica is een tweevleugelige uit de familie langpootmuggen (Tipulidae). De soort komt voor in het Nearctisch gebied.